# Rhinocypha orea
Rhinocypha orea là loài chuồn chuồn trong họ Chlorocyphidae. Loài này được Hämäläinen & Karube mô tả khoa học đầu tiên năm 2001.